# Тангородрим
Тангоро́дрим (синд. Thangorodrim; «горы принуждения») — в легендариуме Дж. Р. Р. Толкина огромная искусственная трёхглавая гора, возведённая Мелькором над входом в свою крепость Ангбанд на северо-западе Белерианда. Материалом для Тангородрима послужила земля, оставшаяся после рытья туннелей и чертогов Ангбанда.
С Тангородримом связаны такие эльфийские легенды, как повешение Маэдроса, сына Феанора за запястье к вершине Тангородрима и заточение Хурина, отца Турина Турамбара в каменном кресле на вершине Тангородрима. Кроме того, Тангородрим был ещё и вулканом, о чём стало известно после его извержения, положившего начало Дагор Браголлах (Битве Внезапного пламени). 
В ходе Войны Гнева поверженный Эарендилем кралатый дракон Анкалагон обрушился своей агонизирующей тушей на Тангородрим, разметав укрепления Ангбанда, который в конечном счёте был стёрт с лица земли воинством Валар.